# Konstal 105Nz
Konstal 105Nz (podtyp tramvaje 105N) je model tramvaje vyráběný společností Konstal v roce 1997. Celkem byly vyrobené 2 vozy, které v roce 2019 stále jezdily ve Varšavě.

## Konstrukce
Tramvaj 105Nz vychází (stejně jako některé typy polských tramvajových vozů 90. let) z konstrukce typu Konstal 105Na ze začátku 80. let 20. století. Jde o jednosměrný čtyřnápravový motorový tramvajový vůz se třemi výklopnými dveřmi a standardní výškou podlahy. Každou nápravu pohání jeden trakční asynchronní motor SBM 34/45-4 s výkonem 45 kW. Motory jsou napájeny ze usměrňovače. Tramvaj je vybavena tyristorovou elektrickou výzbrojí, která umožňuje rekuperační brzdění. Proud je z trolejového vedení odebírán běžným pantografem. Řidičova kabina je uzavřená a oddělená od salónu pro cestující. V něm jsou plastové sedačky s textilním potahem rozmístěny v uspořádání 1+1. Horní část oken je posuvná (jako u 105Na).

## Dodávky
| Současný stát | Město   | Článek | Typ   | Roky dodávek | Počet vozů | Evidenční čísla při dodání | Poznámky | Zdroj |
| ------------- | ------- | ------ | ----- | ------------ | ---------- | -------------------------- | -------- | ----- |
| Polsko        | Varšava | článek | 105Nz | 1997         | 2          | 2028–2029                  |          | [ 1 ] |